# 2011–2012-es francia labdarúgó-bajnokság (első osztály)
A 2011–2012-es Ligue 1 a francia labdarúgó-bajnokság 73. alkalommal megrendezett legmagasabb szintű versenye. A pontvadászat 20 csapat részvételével 2011. augusztus 6-án kezdődött és 2012. május 20-án ért véget.
A bajnokságot a Montpellier nyerte a Paris Saint-Germain és a címvédő Lille előtt. Ez volt a klub történetük 1. bajnoki címe.

## A bajnokság rendszere
A pontvadászat 20 csapat részvételével zajlott, a csapatok a őszi-tavaszi lebonyolításban oda-visszavágós, körmérkőzéses rendszerben mérkőztek meg egymással. Minden csapat minden csapattal kétszer játszott, egyszer pályaválasztóként, egyszer pedig vendégként.
A bajnokság végső sorrendjét az utolsó, 38. fordulót követően az alábbi szempontok szerint határozták meg:
1. a bajnokságban szerzett pontok összege;
2. a bajnokságban elért győzelmek száma;
3. a bajnoki mérkőzések gólkülönbsége.

A bajnokság győztese lett a bajnok, míg az utolsó három helyen végzett csapat kiesett a másodosztályba.

## Változások a 2010–2011-es szezonhoz képest
Kiesett a másodosztályba
- Monaco, 16. helyen
- Lens, 17. helyen
- Avignon, 18. helyen

Feljutott a másodosztályból
- Thonon Gaillard, a másodosztály győztese
- Ajaccio, a másodosztály ezüstérmese
- Dijon, a másodosztály bronzérmese

## Részt vevő csapatok
| Csapat                 | Székhely      | Stadion                      | Vezetőedző         | 2010–11     |
| ---------------------- | ------------- | ---------------------------- | ------------------ | ----------- |
| Dijon FCO              | Dijon         |                              |                    | 3. (II. o.) |
| AJ Auxerre             | Auxerre       | Stade de l'Abbé-Deschamps    |                    | 9.          |
| Stade Brestois         | Brest         | Stade Francis-Le Blé         | Alex Dupont        | 16.         |
| SM Caen                | Caen          | Stade Michel d'Ornano        |                    | 15.         |
| Girondins de Bordeaux  | Bordeaux      | Stade Chaban-Delmas          |                    | 7.          |
| AC Ajaccio             | Ajaccio       |                              |                    | 2. (II. o.) |
| Lille OSC              | Lille         | Stade Nord Lille Métropole   | Rudi Garcia        | 1.          |
| FC Lorient             | Lorient       | Stade du Moustoir            |                    | 11.         |
| Olympique Lyonnais     | Lyon          | Stade de Gerland             | Claude Puel        | 3.          |
| Olympique de Marseille | Marseille     | Stade Vélodrome              | Didier Deschamps   | 2.          |
| Évian Thonon Gaillard  | ?             |                              |                    | 1. (II. o.) |
| Montpellier Hérault    | Montpellier   | Stade de la Mosson           | René Girard        | 14.         |
| AS Nancy               | Nancy         | Stade Marcel Picot           |                    | 13.         |
| OGC Nice               | Nizza         | Stade du Ray                 | Éric Roy           | 17.         |
| Paris Saint-Germain    | Párizs        | Parc des Princes             | Antoine Kombouaré  | 4.          |
| Stade Rennais          | Rennes        | Stade de la Route de Lorient | Frédéric Antonetti | 6.          |
| AS Saint-Étienne       | Saint-Étienne | Stade Geoffroy-Guichard      | Christophe Galtier | 10.         |
| Sochaux                | Montbéliard   | Stade Auguste Bonal          | Francis Gillot     | 5.          |
| Toulouse FC            | Toulouse      | Stadium Municipal            | Alain Casanova     | 8.          |
| Valenciennes FC        | Valenciennes  | Stade Nungesser              | Philippe Montanier | 12.         |

## Végeredmény
| #   | Csapat                  | M  | GY | D  | V  | G+ – G– | GK  | P  | Megjegyzések                              |
| --- | ----------------------- | -- | -- | -- | -- | ------- | --- | -- | ----------------------------------------- |
| 1.  | Montpellier Hérault (B) | 38 | 25 | 7  | 6  | 68–34   | +34 | 82 | 2012–2013-as Bajnokok Ligája – csoportkör |
| 2.  | Paris Saint-Germain (B) | 38 | 23 | 10 | 5  | 75–41   | +34 | 79 | 2012–2013-as Bajnokok Ligája – csoportkör |
| 3.  | Lille OSC               | 38 | 21 | 11 | 6  | 72–39   | +33 | 74 | 2012–2013-as Bajnokok Ligája – rájátszás  |
| 4.  | Olympique Lyonnais      | 38 | 19 | 7  | 12 | 64–51   | +13 | 64 | 2012–2013-as Európa-liga – rájátszás      |
| 5.  | Girondins de Bordeaux   | 38 | 16 | 13 | 9  | 53–41   | +12 | 61 | 2012–2013-as Európa-liga – rájátszás      |
| 6.  | Stade Rennais           | 38 | 17 | 9  | 12 | 53–44   | +9  | 60 |                                           |
| 7.  | AS Saint-Étienne        | 38 | 16 | 9  | 13 | 49–45   | +4  | 57 |                                           |
| 8.  | Toulouse FC             | 38 | 15 | 11 | 12 | 37–34   | +3  | 56 |                                           |
| 9.  | Thonon GaillardÚ        | 38 | 13 | 11 | 14 | 54–55   | −1  | 50 |                                           |
| 10. | Olympique de Marseille  | 38 | 12 | 12 | 14 | 45–41   | +4  | 48 |                                           |
| 11. | AS Nancy                | 38 | 11 | 12 | 15 | 38–48   | −10 | 45 |                                           |
| 12. | Valenciennes FC         | 38 | 12 | 7  | 19 | 40–50   | −10 | 43 |                                           |
| 13. | OGC Nice                | 38 | 10 | 12 | 16 | 39–46   | −7  | 42 |                                           |
| 14. | Sochaux                 | 38 | 11 | 9  | 18 | 40–60   | −20 | 42 |                                           |
| 15. | Stade Brestois          | 38 | 8  | 17 | 13 | 31–38   | −7  | 41 |                                           |
| 16. | AjaccioÚ                | 38 | 9  | 14 | 15 | 40–61   | −21 | 41 |                                           |
| 17. | FC Lorient              | 38 | 9  | 12 | 17 | 35–49   | −14 | 39 |                                           |
| 18. | SM Caen (K)             | 38 | 9  | 11 | 18 | 39–59   | −20 | 38 | Ligue 2                                   |
| 19. | DijonÚ (K)              | 38 | 9  | 9  | 20 | 38–63   | −25 | 36 | Ligue 2                                   |
| 20. | AJ Auxerre (K)          | 38 | 7  | 13 | 18 | 46–57   | −11 | 34 | Ligue 2                                   |

Forrás: [forrás?] 
A rangsorolás alapszabályai: 1. összpontszám, 2. egymás elleni eredmények összpontszáma, 3. gólkülönbség, 4. szerzett gólok száma.
(B): Bajnokcsapat, (K): Kieső csapat, (F): Feljutó csapat, (I): Kupainduló, (R): A rájátszás győztese, (KGY): Kupagyőztes